# 湍鸭
湍鸭（学名：Merganetta armata），是雁形目鸭科的一种鸟类。

## 特征
湍鸭体重约398.82克，翼长约163.4毫米，嘴峰长约33.5毫米，喙宽度约9.8毫米，喙厚度约9.8毫米，跗蹠长约36.2毫米，尾长约111.1毫米。湍鸭在其分布区内为留鸟，其栖息在开放的河流环境中，食性为肉食性，主要食物来源是水生动物。

## 亚种
- ：分布于哥伦比亚、委内瑞拉西北部和厄瓜多尔的安第斯山脉地区。
- ：分布于厄瓜多尔和秘鲁中部和南部的安第斯山脉地区。
- ：分布于秘鲁南部的安第斯山脉地区（库斯科和阿雷基帕）。
- ：分布于玻利维亚的安第斯山脉地区。
- ：分布于阿根廷西北部和智利北部的安第斯山脉地区。
- ：分布于智利和阿根廷的安第斯山脉地区，向南到火地群岛。[4]